# Oreneta andina
L'oreneta andina (Orochelidon andecola) és una espècie d'ocell de la família dels hirundínids (Hirundinidae). Es troba a Bolívia, Perú i nord de Xile i Argentina. El seu hàbitat natural principal són els herbassars i matollars tropicals i subtropicals d'altura, tot i que també se la troba en els cursos d'aigua de l'interior. El seu estat de conservació es considera de risc mínim.